# Cagiallo

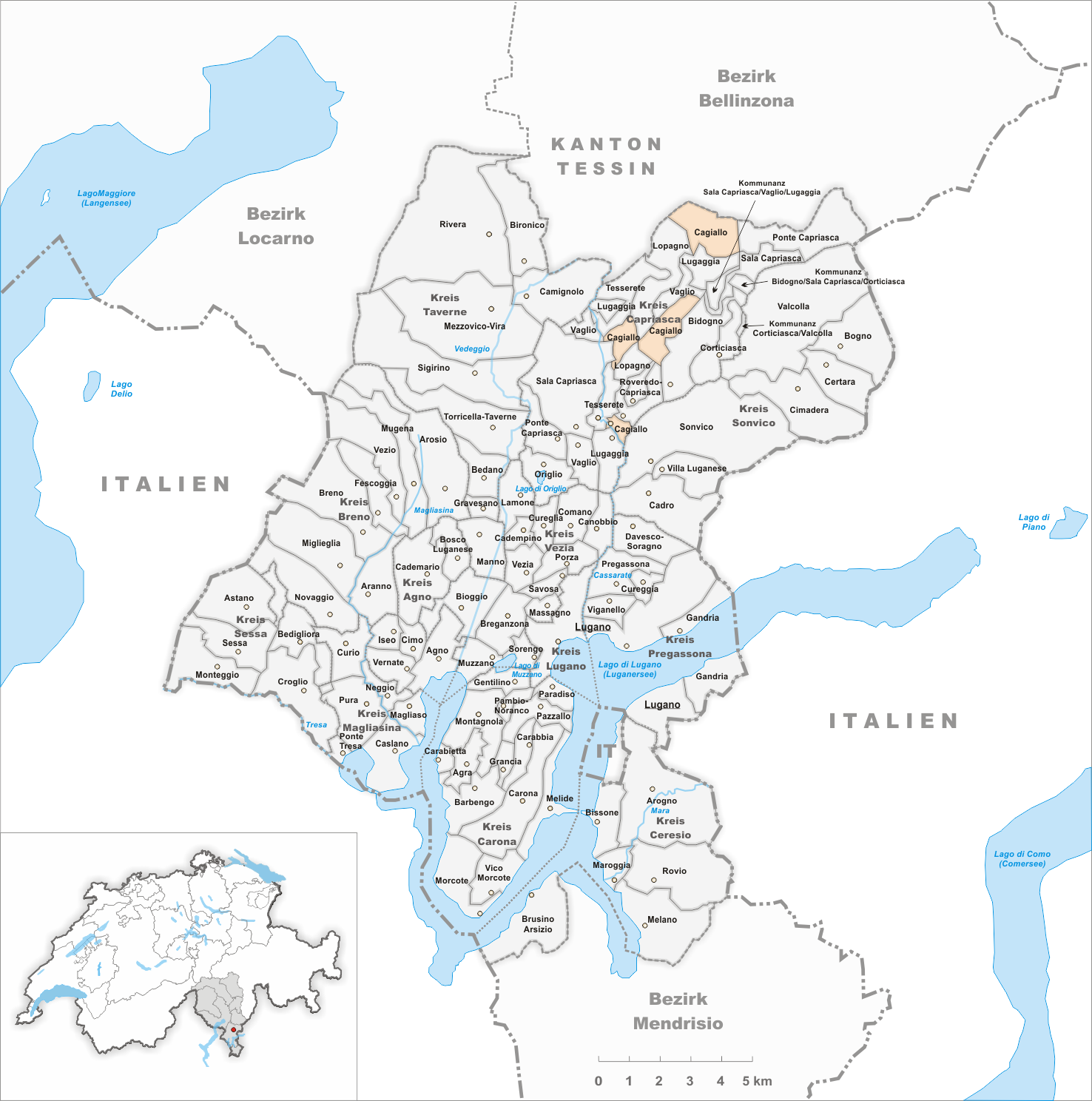
Gemeindestand vor der Fusion am 15. Oktober 2001

Cagiallo mit der Fraktion Oggio ist eine ehemalige politische Gemeinde im Kreis Capriasca, im Bezirk Lugano des Kantons Tessin in der Schweiz.

## Geographie
Das Dorf liegt auf 525 m ü. M. an der Strasse Tesserete-Bidogno, am Eingang ins Val Colla (Tal) und acht Kilometer nordöstlich von Lugano.

## Geschichte
In der ersten Hälfte des 15. Jahrhunderts hatte das Dorf dem Herzog von Mailand 35 Soldaten zu stellen. 1501 wurde das Dorf zum Teil von den Schweizern eingeäschert. Cagiallo gehörte zur Kirchgemeinde Tesserete, der es im 18. Jahrhundert eine Abgabe von 51 Lire zahlte.
Am 15. Oktober 2001 haben Cagiallo und Campestro mit der Fraktion Odogno, Lopagno, Roveredo Capriasca, Sala Capriasca, Tesserete sowie Vaglio zur neuen Gemeinde Capriasca fusioniert. Cagiallo bildet aber nach wie vor die eigenständige Bürgergemeinde Patriziato di Cagiallo.

## Bevölkerung
Einwohnerzahlen: Volkszählungsdaten

## Sehenswürdigkeiten

### Sakrale Bauten
- Pfarrkirche Santi Matteo e Maurizio, geweiht im Jahre 1369, restauriert 1990 von Architekt Fernando Cattaneo[5]
- Oratorium Santa Lucia, (17. Jahrhundert), restauriert 1985/1986 von Fernando Cattaneo[5]
- Oratorium San Sebastiano (16.–17. Jahrhundert)[5]

### Zivile Bauten
- Wohnhaus Carlo Battaglini[5]
- Wohnhaus Vegezzi ex Meneghelli im Ortsteil Sarone[5]
- Alte Waschanlage[5]
- Alte Waschanlage im Ortsteil Almatro[5]
- Alte Mühle[5]

### Sonstiges
- Prozessionsbanner mit Geschichten der Jungfrau[5]
- Neun Schalensteine, einer von diesen steht im Ortsteil Lelgio an der Grenze von Sala Capriasca (740 m ü. M.)[6]

## Unternehmungen
- Impresa Generale di Costruzione Cattaneo SA[7]

## Persönlichkeiten
- Familie Battaglini
  - Marco Battaglini (* 1645 in Cagiallo; † 1717 in Cesena), Bischof von Nocera Umbra und Cesena, Verfasser einer Istoria universale di tutti i concili... di Sancta Chiesa, 1686 und der Annali del sacerdozio e dell’imperio intorno...di nostra Salute, 1701.[8]
  - Francesco Maria Battaglini (* um 1760 in Cagiallo; † 10. Oktober 1828 ebenda), Politiker, er nahm teil an den politischen Ereignissen Ende des 18. Jahrhunderts; Präsident der provisorischen Regierung 1798, Abgeordneter in der tessinischen Tagsatzung 1801, Mitglied des Bezirksgerichts von Lugano 1802, Richter am Appellationshof; stimmte für die Abtretung des südlichen Tessin an Napoleon Bonaparte 1811.[9]
  - Antonio Battaglini (* 1782; † 1858), Sohn des Francesco Maria, Notar, Richter am Appellationshof[10]
  - Carlo Battaglini (* 2. Juli 1812 in Cagiallo; † 3. August 1888 in Lugano, Freidenker), von Cagiallo, Sohn des Antonio, 1831 Studien am Collegio Elvetico in Mailand; seine liberalen Ideen erweckten das Misstrauen der österreichischen Polizei; 1833 verliess er Mailand, um ein Rechtsstudium in Genf zu beginnen; nach seinem Studienabschluss 1835 arbeitete er im Anwaltsbüro von Giacomo Luvini; 1878–1888 Stadtpräsident der Gemeinde Lugano, 1839–1848 und 1852–1888 Tessiner Grossrat (siebenmal Präsident), 1844 Tagsatzungsgesandter; 1848–1850, 1862–1875 und 1882–1887 Nationalrat, 1855–1856 Ständerat; 1847 Oberstleutnant im Generalstab, 1862 Oberst und Kommandant der kantonalen Landwehr[11][12].
  - Antonio Battaglini (* 8. Oktober 1845 in Lugano; † 14. November 1923 in Massagno), von Cagiallo, Sohn des Carlo; 1867 Doktor der Rechte der Ruprecht-Karls-Universität Heidelberg, danach Anwalt und Notar in Lugano; Freidenker, 1888–1893 und 1895–1901 radikaler Tessiner Grossrat; nach der Revolution der Radikalen 1890 Mitglied der provisorischen Regierung und des Verfassungsrats von 1891–1892; 1893–1907 Ständerat; 1901–1905 Staatsrat (Präsident 1902); 1912–1916 Bürgermeister von Massagno; Mitbegründer der Tageszeitung Il Dovere; 1910–1920 Verwaltungsrat der SBB; Major der Militärjustiz der Schweizer Armee[13][14].
  - Elvezio Battaglini (* 9. September 1857 in Lugano; † 1924 in Lugano), von Cagiallo, Sohn des Carlo, Advokat und Notar, Mitglied der Konstituante 1892, des Tessiner Grossrats 1893–1905, Präsident desselben 1895 und 1898; Präsident des ersten Gemeinderats von Lugano 1901–1904. Zweimal Bürgermeister dieser Stadt (1899–1900, 1904–1910).[15][16]

- Bernardo Meneghelli (* 9. Februar 1753 in Cagiallo; † 1811 ebenda), Politiker, Anführer im Aufstande der Capriasca gegen die Helvetische Republik[17]
- Antonio Maria Cattaneo (* 1788 in Cagiallo; † 1818 in Tesserete), Priester, Pfarrer von Tesserete[18]
- Francesco Meneghelli (* 19. Oktober 1804 in Cagiallo; † 30. September 1876 ebenda), Architekt tätig in Triest, Aquileia und Istrien[19]
- Juan José Morosoli (* 19. Januar 1899 in Minas (Uruguay); † 29. Dezember 1957 ebenda), ein Nachkomme von Einwanderern aus Cagiallo, Schriftsteller[20]
- Aldo Morosoli (* 29. Dezember 1935 in Cagiallo; † 13. Februar 2020 ebenda), Lokalhistoriker, Archivar des Museo del Monte San Salvatore, Präsident des Terrieri di Cagiallo e Sarone, Publizist[21]
- Gabriele Alberto Quadri (* 7. Februar 1950 in Vaglio), Sekundarlehrer in Pregassona, Dichter, Schriftsteller, Dramaturg, Schillerpreis 1986, Insubriapreis 2003, wohnt in Cagiallo[22][23][24][25]